# Passo Thompson
Il Thompson Pass è un valico di 855 metri di altezza sull'autostrada Richardson che collega la città di Valdez con il resto del territorio dell'Alaska.

## Geografia fisica
Il passo attraversato oltre dalla "Richardson Hwy" anche dalla "Trans-Alaska Pipeline System", si trova nella parte meridionale dell'Alaska nel gruppo dei Monti Chugach a nord (ma al di fuori) dell'area Foresta Nazionale di Chugach e a nord-est di Valsez (a circa 45 km di strada). La strada attraverso il passo è l'unico collegamento via terra per la cittadina.
Dal passo è visibile il ghiacciaio Worthington (Worthington Glacier) e la parte più meridionale dei Monti Chugach.

## Storia
Questo valico è stato nominato nel 1899 dal capitano dell'esercito americano William Abercrombie in ricordo di Frank Thompson, onorevole della Pennsylvania. Prima ancora era usato dai nativi dell'Alaska Ahtna. Dopo l'apertura il passo venne usato dai minatori nella corsa all'oro del Klondike (Klondike Gold Rush). In seguito fu utilizzato per il collegamento telefonico Washington-Alaska Military Cable and Telegraph System. Ulteriori miglioramenti alla strada che attraversa il passo furono fatti nel 1913 e nel 1919 la strada fu battezzata "Autostrada Richardson" (Richardson Highway).

## Clima
Il passo risulta essere uno dei posti più nevosi dell'Alaska con una media annua di 1.401 cm di neve. Nell'inverno 1952-3 cadde 2.474 cm di neve, un evento mai più registrato in tutta l'Alaska. Il passo detiene anche il record nell'Alaska per la maggior caduta di neve in un solo giorno: 160 cm del 29 dicembre 1955. Solamente durante il periodo giugno-agosto è privo di precipitazioni nevose.

## Galleria d'immagini

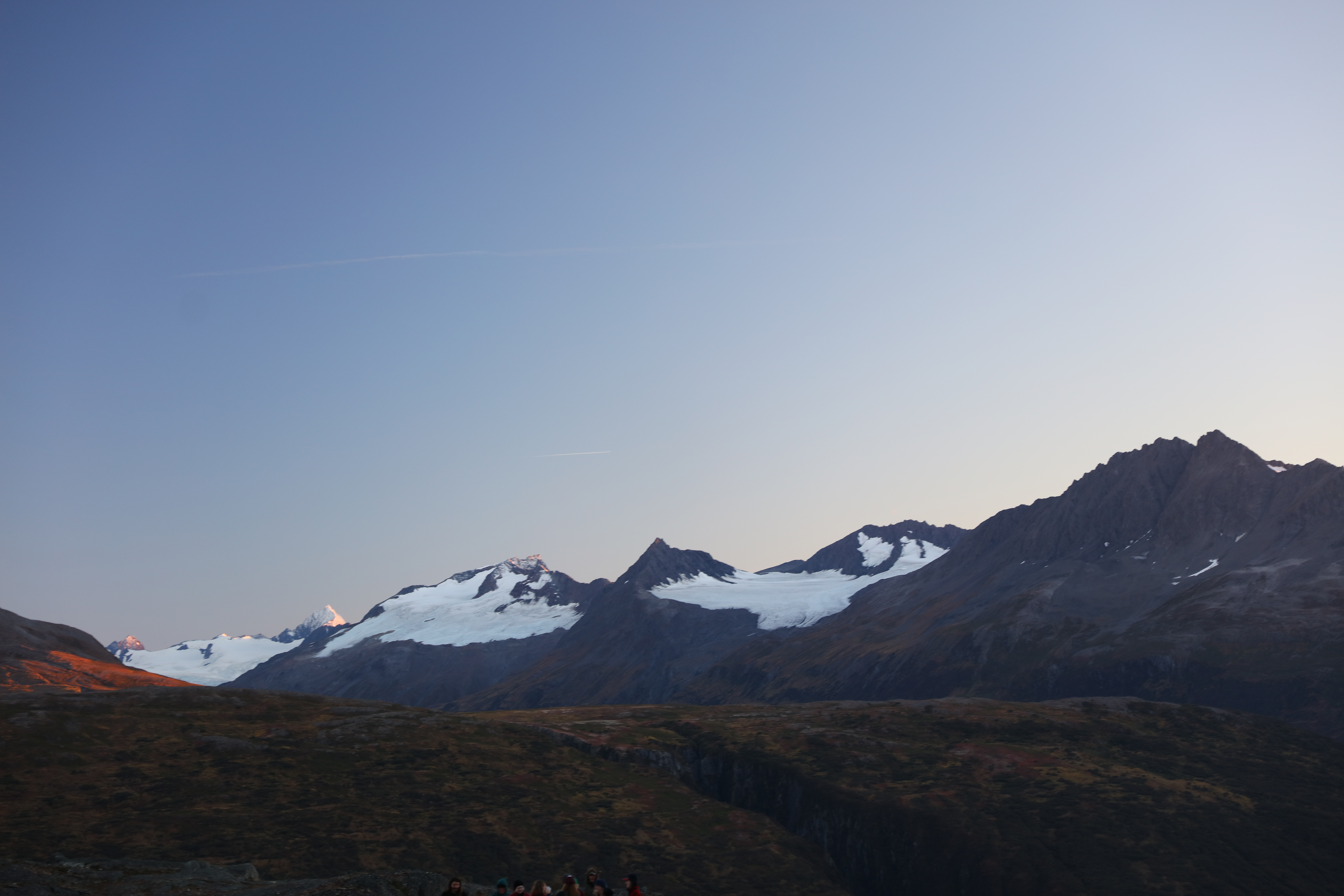
Il passo al tramonto
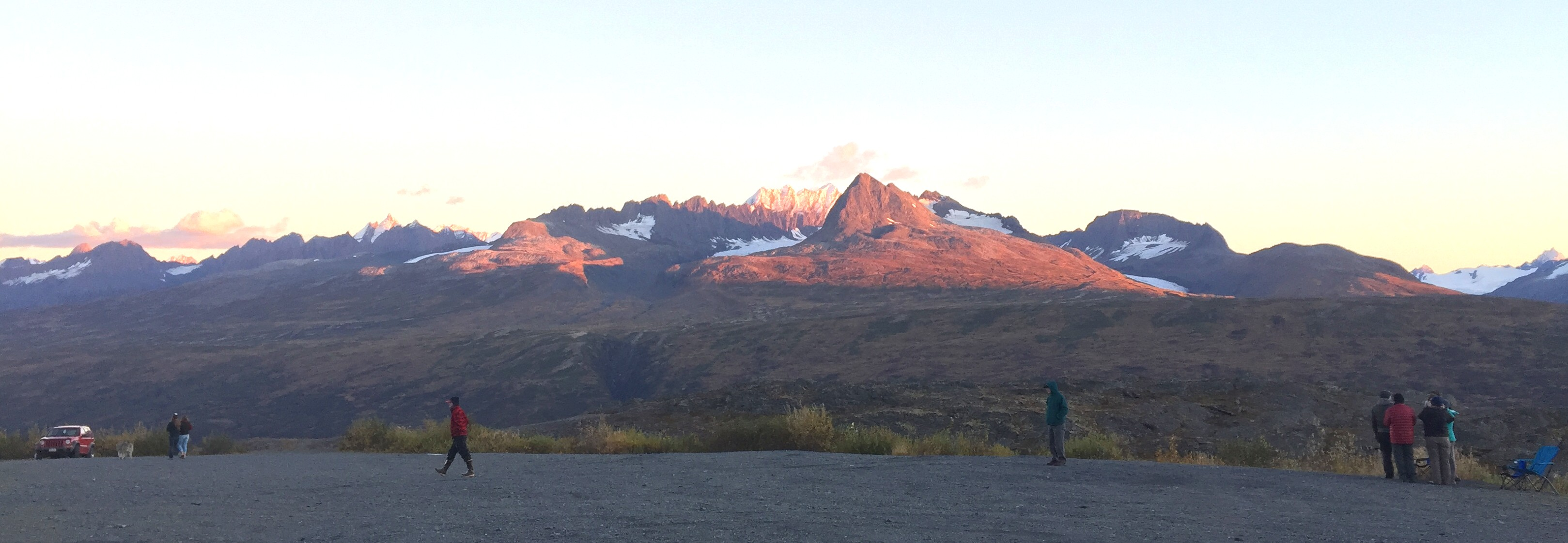
Panorama verso i monti Chugach
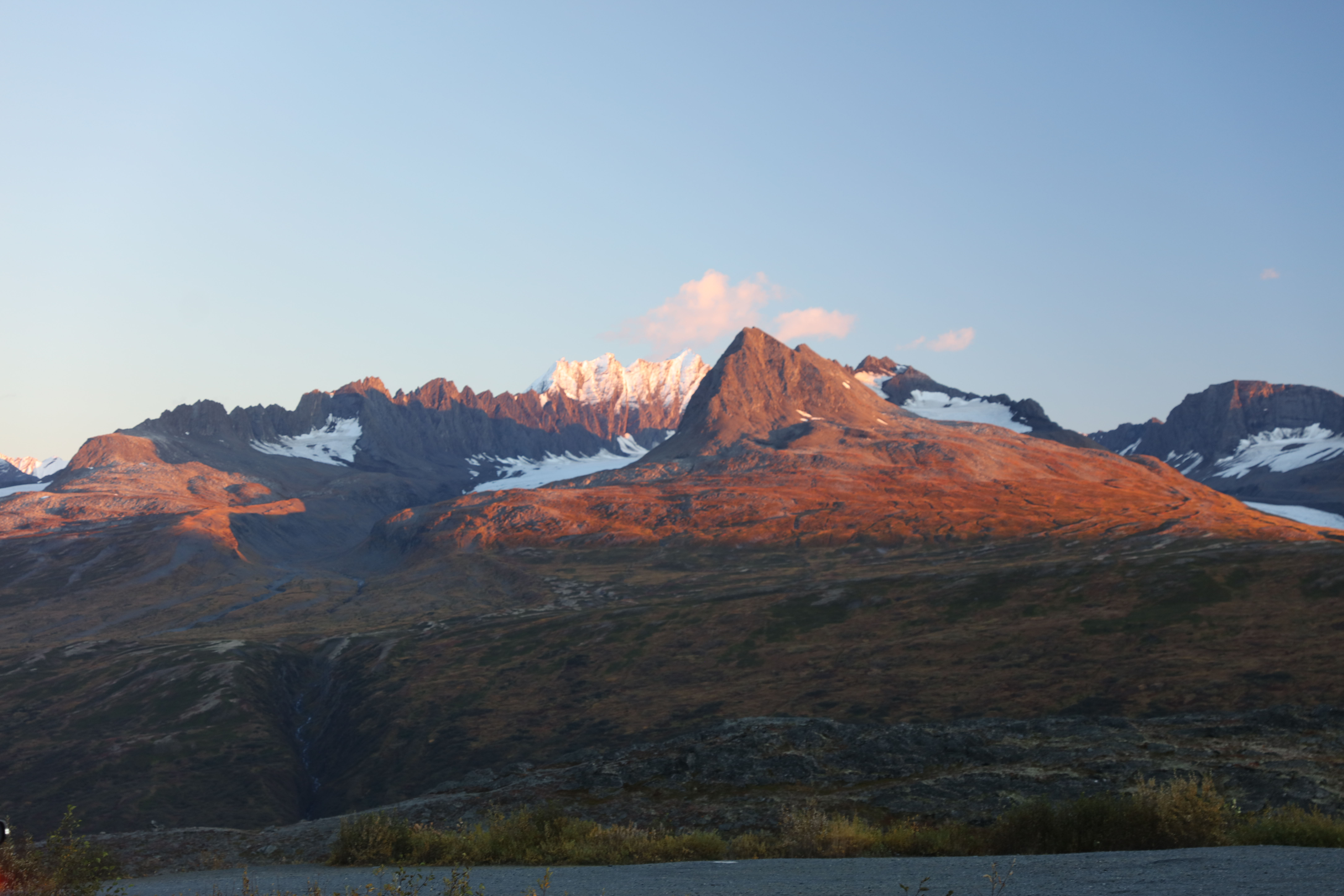
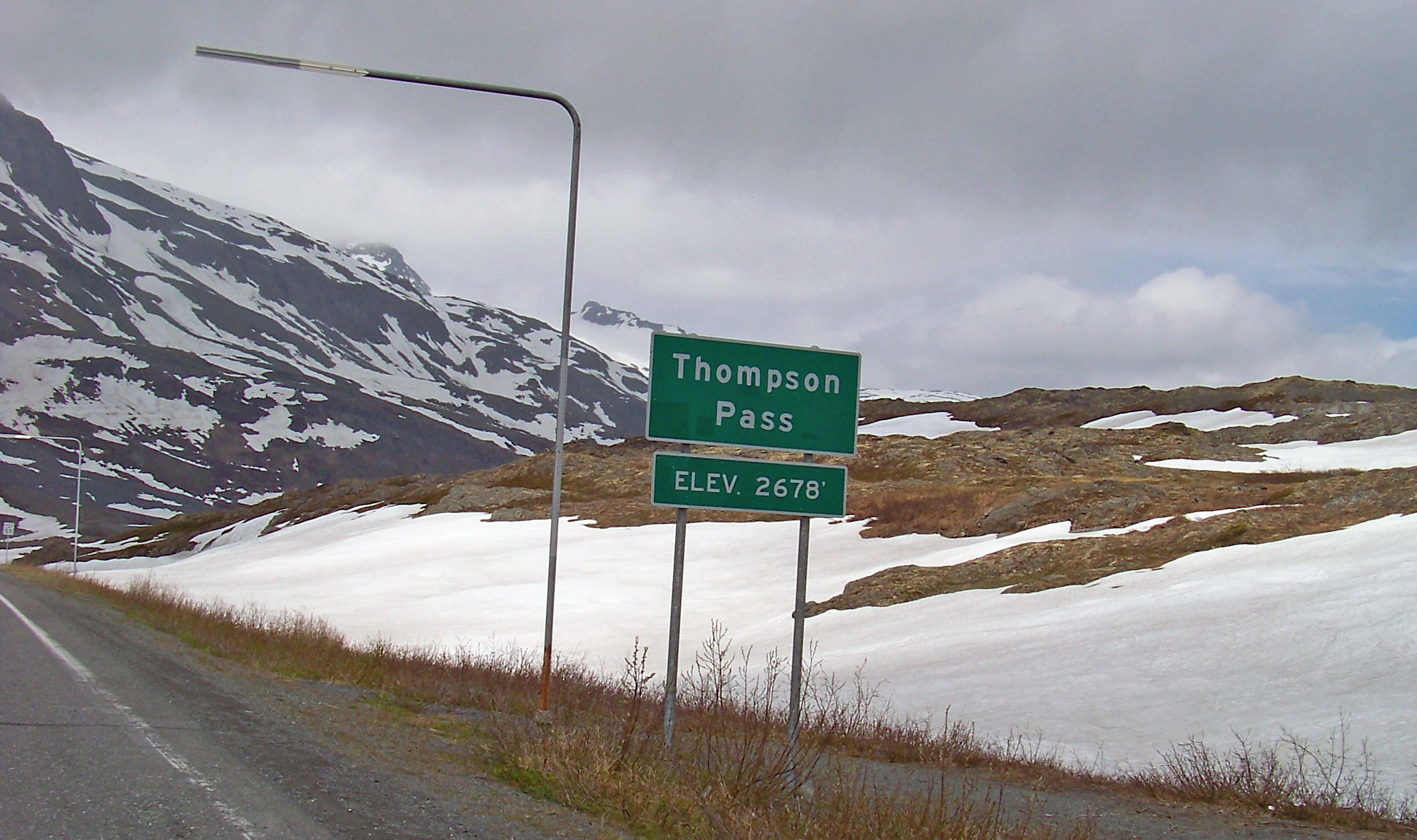